# Juan Rolón
Juan Angel Rolón Garbosa (ur. 31 stycznia 1930 w Buenos Aires) – argentyński zapaśnik walczący w obu stylach. Dwukrotny olimpijczyk. W Melbourne 1956 zajął ósme miejsce w stylu klasycznym i dwunaste w stylu wolnym, w kategorii do 67 kg. W Rzymie 1960 ukończył zawody na 24. miejscu w stylu klasycznym i czternastym w wolnym, w wadze do 73 kg.
Srebrny medalista igrzysk panamerykańskich w 1955 roku.

## Letnie Igrzyska Olimpijskie 1956
| Konkurencja          | Rundy eliminacyjne | Rundy eliminacyjne       | Klas. końcowa |
| Konkurencja          | Przeciwnik I       | Przeciwnik II            | Miejsce       |
| -------------------- | ------------------ | ------------------------ | ------------- |
| 67 kg styl klasyczny | Rıza Doğan (TUR) P | Dumitru Gheorghe (ROM) P | 8.            |

| Konkurencja      | Rundy eliminacyjne | Rundy eliminacyjne       | Rundy eliminacyjne       | Klas. końcowa |
| Konkurencja      | Przeciwnik I       | Przeciwnik II            | Przeciwnik III           | Miejsce       |
| ---------------- | ------------------ | ------------------------ | ------------------------ | ------------- |
| 67 kg styl wolny | Gyula Tóth (HUN) P | David Schumacher (AUS) Z | Shigeru Kasahara (JPN) P | 12.           |

## Letnie Igrzyska Olimpijskie 1960
| Konkurencja          | Rundy eliminacyjne   | Rundy eliminacyjne    | Klas. końcowa |
| Konkurencja          | Przeciwnik I         | Przeciwnik II         | Miejsce       |
| -------------------- | -------------------- | --------------------- | ------------- |
| 73 kg styl klasyczny | Franz Berger (AUT) P | Stevan Horvat (YUG) P | 24.           |

| Konkurencja      | Rundy eliminacyjne           | Rundy eliminacyjne      | Klas. końcowa |
| Konkurencja      | Przeciwnik I                 | Przeciwnik II           | Miejsce       |
| ---------------- | ---------------------------- | ----------------------- | ------------- |
| 73 kg styl wolny | Sultan Mohammad Dost (AFG) Z | Muhammad Bashir (PAK) P | 14.           |